# Sumpf-Ziest
Der Sumpf-Ziest (Stachys palustris), auch Schweinerübe genannt, ist eine Pflanzenart aus der Gattung der Zieste (Stachys) innerhalb der Familie der Lippenblütler (Lamiaceae).

## Beschreibung

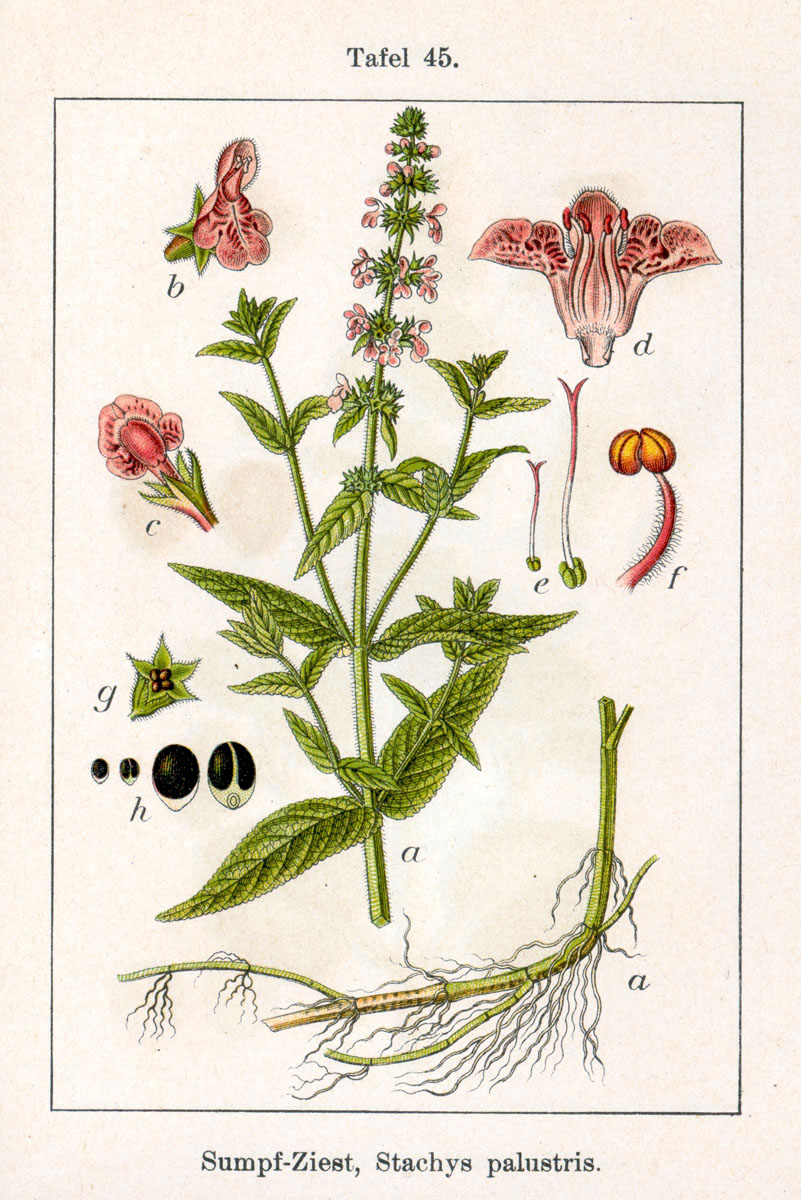
Illustration

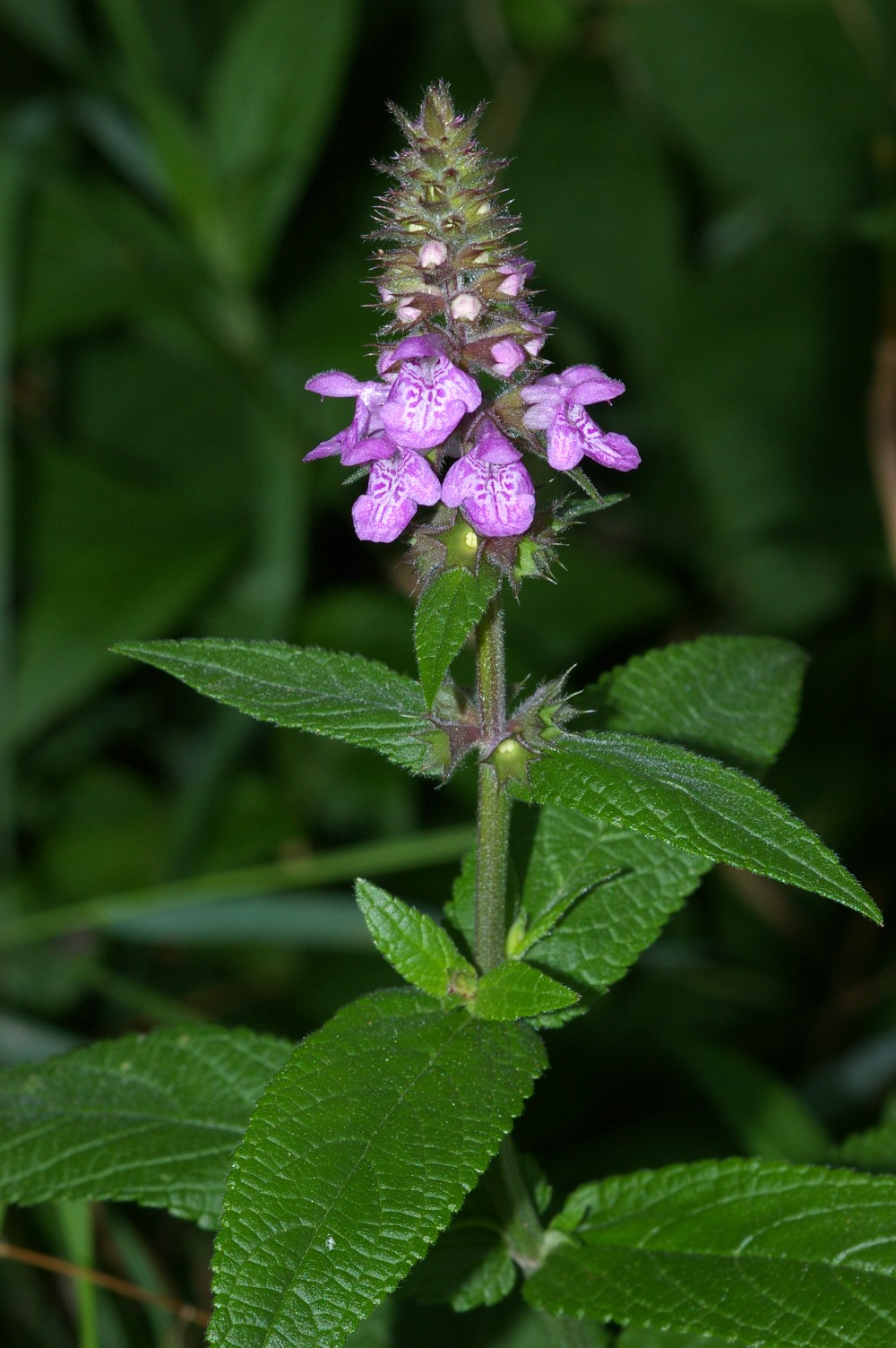
Habitus, gegenständige Laubblätter und Blütenstand

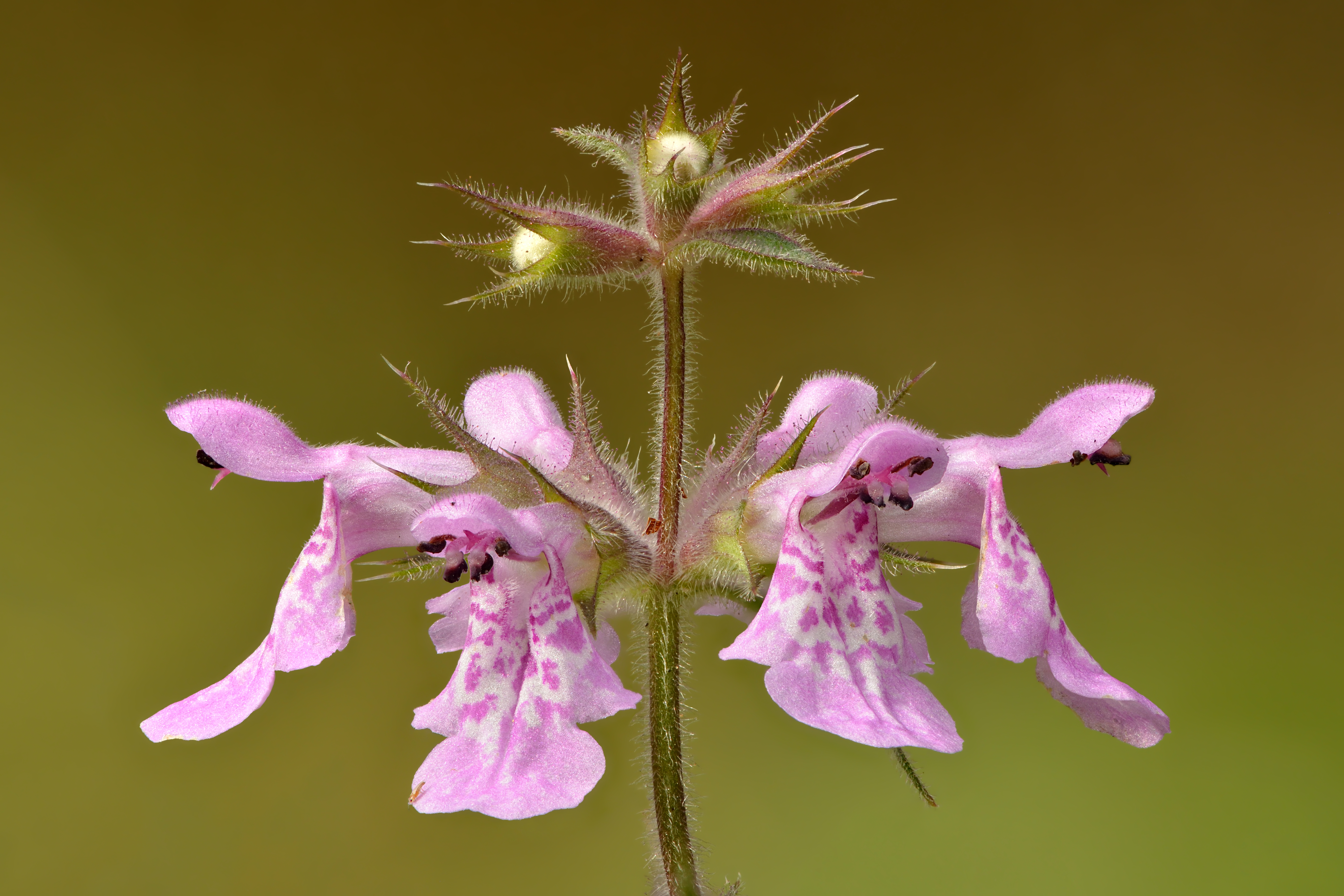
Scheinquirl mit zygomorphen Blüte

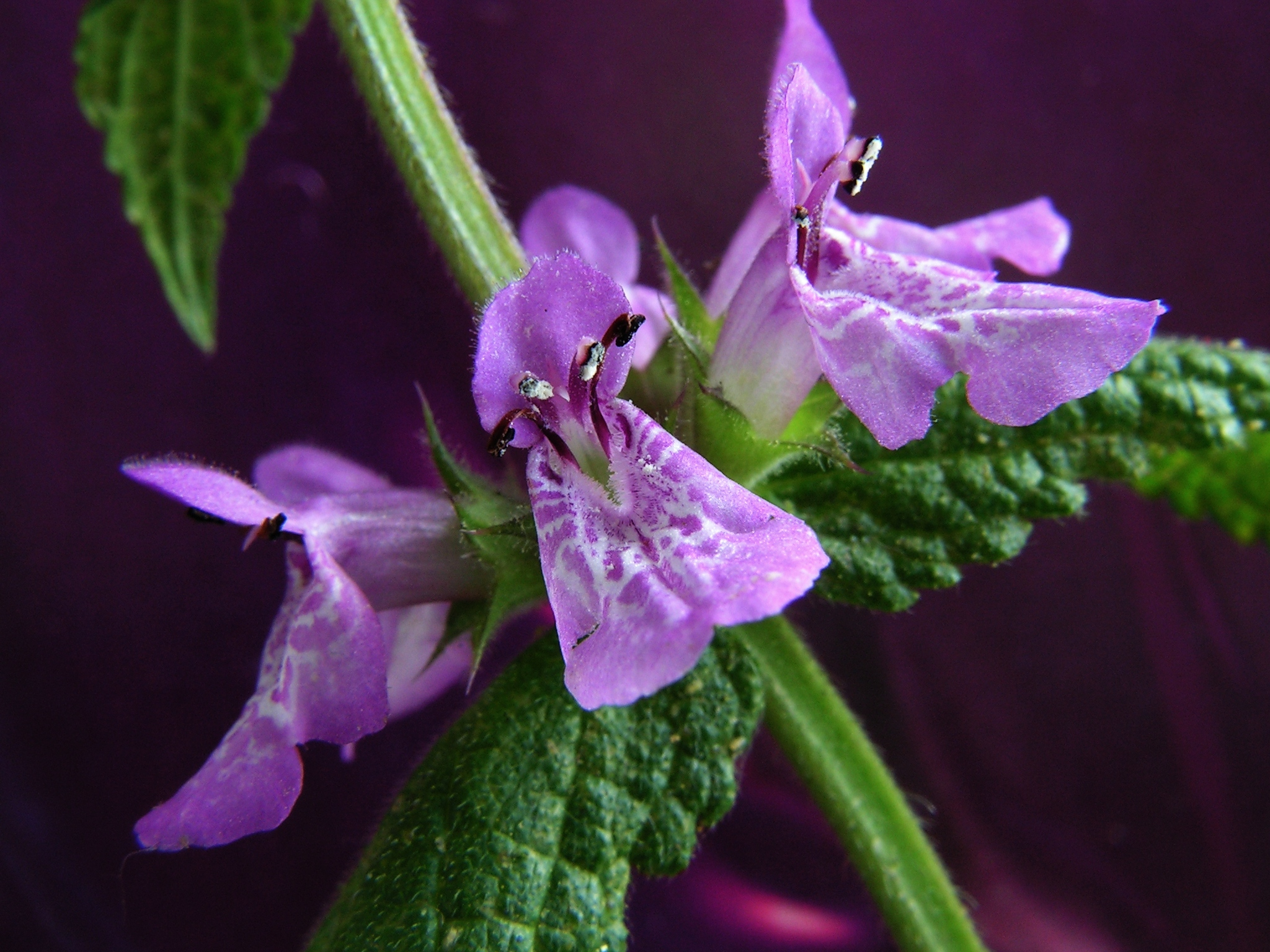
Kantiger Stängel und Scheinquirl mit zygomorphen Blüte

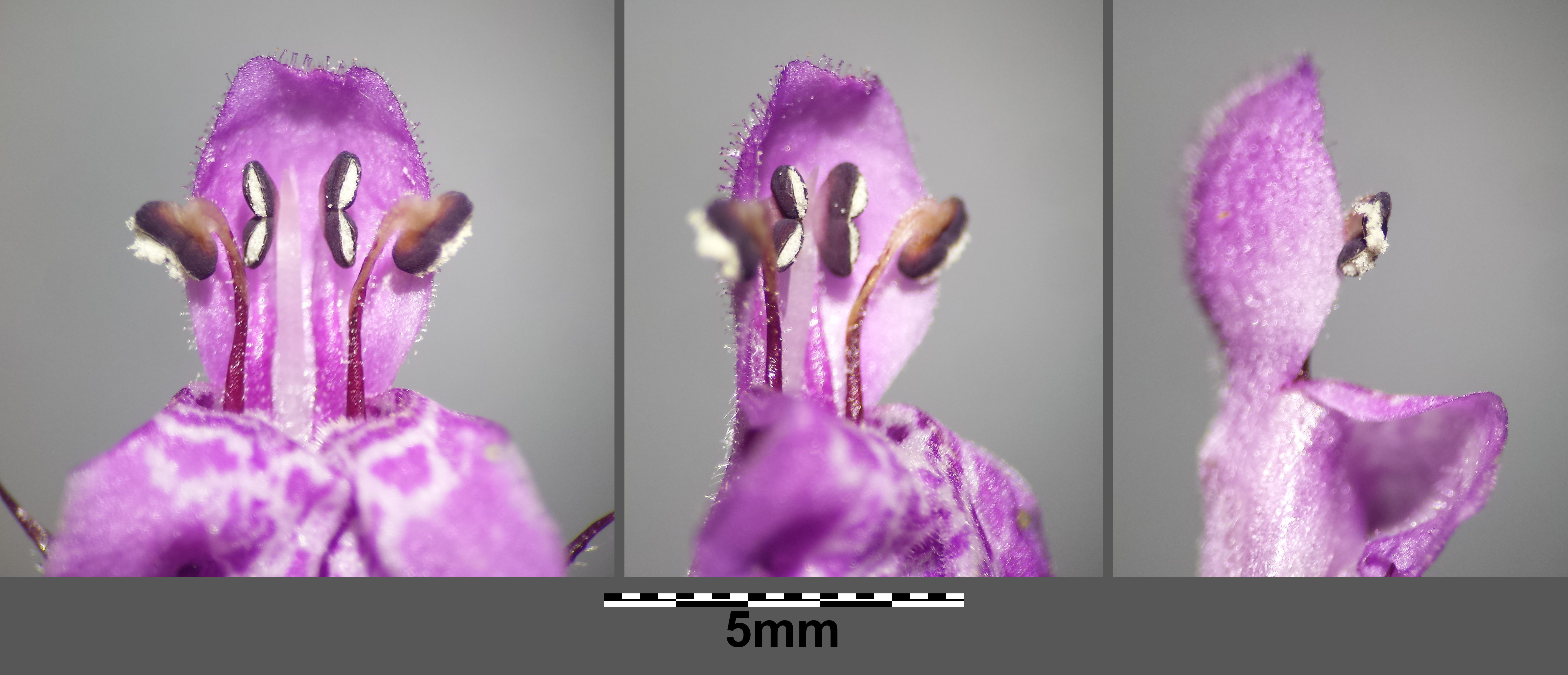
Kronenschlund und vier Staubblätter: die Staubbeutelhälften stehen untereinander, die beiden äußeren Staubfäden krümmen sich nach außen.

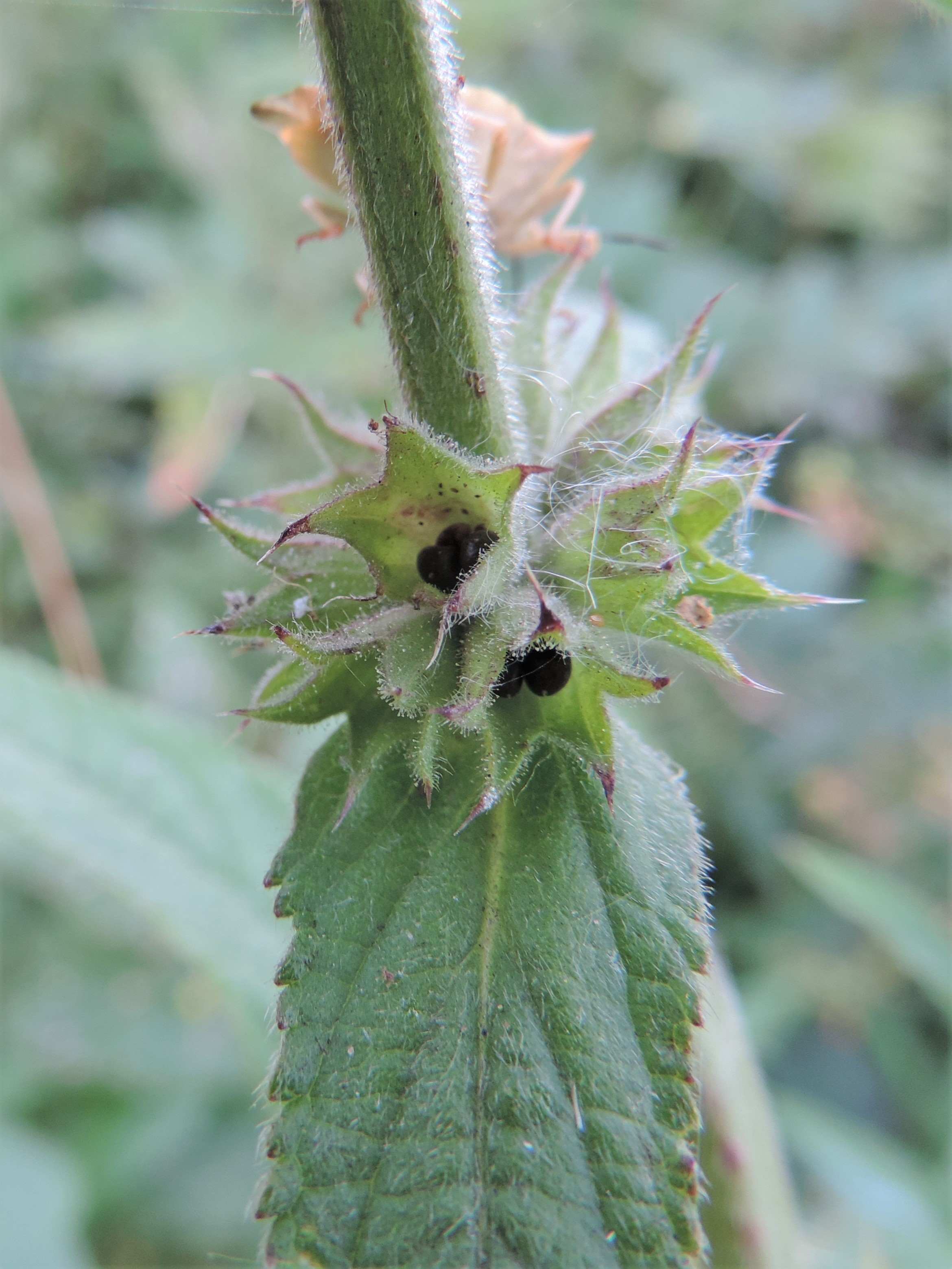
Scheinquirl während der Fruchtzeit: Die Kelche überragen die Klausen

### Erscheinungsbild und Laubblatt
Der Sumpf-Ziest wächst als sommergrüne, ausdauernde krautige Pflanze, die Wuchshöhen von meist 30 bis 100 (selten bis zu 120) Zentimetern erreicht. Er bildet unterirdische Ausläufer mit weißlichen Knollen als Überdauerungsorgane und ihr Mark dient als Speichergewebe. Die an den Knoten rosenkranzartig verdickten rhizomartigen Knollen sind wie bei der sehr ähnlich aufgebauten Kartoffel-Knolle Anschwellungen der Enden unterirdischer Ausläufer. Im Herbst sterben die oberirdischen Pflanzenteile ab. Dafür wachsen im Folgejahr achselbürtige Knospen des knolligen Rhizoms, das dabei aufgebraucht wird, zu neuen Pflanzenexemplaren heran. Die Pflanzenteile sind fast geruchlos. Der vierkantige Stängel ist anliegend bis besonders an den Kanten locker abstehend seidig behaart. 
Die Laubblätter sind gegenständig angeordnet. Die einfachen Blattspreiten sind ziemlich schmal, lanzettlich oder länglich mit etwas herzförmiger Spreitenbasis. Die unteren Stängelblätter sind sehr kurz gestielt. Die mittleren und oberen Laubblätter sind sitzend und mehr oder weniger stängelumfassend, mattgrün, auf beiden Seiten filzig behaart bis fast kahl.

### Blütenstand, Blüte und Frucht
Jeweils vier bis zehn Blüten stehen in den meist 10 bis 20 (6 bis 24) Scheinquirlen zusammen.
Die zwittrigen Blüten sind bei einer Länge von bis zu 1,5 Zentimetern zygomorph und fünfzählig mit doppelter Blütenhülle. Die fünf Kelchblätter sind zu einem röhrig-glockigen Kelch verwachsen und zur Blütezeit 7 bis 8 lang. Die fünf Kronblätter sind zu einer bis 9 Millimeter langen Kronröhre verwachsen. Die Kronblätter sind trüb rot-violett mit hellerer Schlängelzeichnung, rosa- oder hell-purpurfarben und an der Unterlippe oft rötlich gefleckt. Die Oberlippe ist 4 bis 5 Millimeter lang, schwach gewölbt und außen kurz behaart. Die Unterlippe ist 7 bis 8 Millimeter lang, sie ist herabgeschlagen und besitzt drei gerundete Kronlappen.
Der Kelch ist zur Fruchtzeit 8 bis 10 Millimeter und die Kelchzähne überragen die Klausen. Die etwa 2 Millimeter langen Klausen sind glänzend dunkel-braun und sehr fein gestrichelt.

### Chromosomenzahl
Die Chromosomenzahl beträgt 2n = 64 oder 102.

## Ähnliche Arten
Der ähnliche Wald-Ziest hat deutlich breitere Blätter und dunklere, fast bordeaux-rote Blüten.

## Ökologie und Phänologie
Der Sumpf-Ziest ist ein Knollen-Geophyt. Vegetative Vermehrung erfolgt reichlich durch Ausläufer (s. o.). Er wurzelt bis 60 Zentimeter tief. Die Ausläufer sind bis 1,2 Meter lang und können sich mehrfach verzweigen. Die 2 bis 4 Zentimeter langen Internodien zwischen den Niederblattschuppen und den Knoten bleiben entweder zylindrisch oder sie schwellen im Herbst zu 5 bis 11 Millimeter dicken, weißlichen und glatten Knollen an. Sie speichern reichlich als Reservestoff Stachyose und werden im Alter meist hohl.
Die Blütezeit ist von Juni bis September. Blütenbiologisch handelt es sich um vormännliche „Eigentliche Lippenblumen von Satureja-Typ“. Die Kronröhre besitzt einen Haarring als „Saftdecke“, der den Nektar schützt. Die Oberlippe ist kurz, die Unterlippe mit Strich- und Tüpfelmalen ausgestattet. Wegen der reichen Nektarabsonderung werden die Blüten gerne von Bienen, Schmetterlingen und Schwebfliegen besucht. Vor dem Abblühen ist spontane Selbstbestäubung möglich.
Die Früchte wirken als Tier- und Windstreuer; eventuell aber auch als Austrocknungsstreuer durch den zur Reife waagrecht stehenden, erst vergrößerten, dann aber schrumpfenden Kelch. Auch Schwimmausbreitung und Ausbreitung durch Ackergeräte sind möglich. Fruchtreife tritt ab Juli oder August ein.  

## Vorkommen
Der Sumpf-Ziest ist in den gemäßigten Gebieten Eurasiens von Europa bis zur Mongolei und zum Himalaja verbreitet.
Der Sumpf-Ziest wächst an feuchten, nährstoffreichen Standorten wie an Ufern, neben Wassergräben oder neben feuchten Feldern.
Er ist eine Charakterart des Verbands Filipendulion, kommt aber auch als Bodenverschlämmungszeiger in Pflanzengesellschaften des Verbands Polygono-Chenopodion und der Klasse Secalietea vor. In den Allgäuer Alpen steigt er bis zu einer Höhenlage von 1100 Metern auf. Im Engadin und im Kanton Wallis steigt er bis zu einer Höhenlage von 1400 Meter, in Südtirol bis zu einer Höhenlage von 1600 Meter auf.
Die ökologischen Zeigerwerte nach Landolt et al. 2010 sind in der Schweiz: Feuchtezahl F = 3+w+ (feucht abr stark wechselnd), Lichtzahl L = 3 (halbschattig), Reaktionszahl R = 3 (schwach sauer bis neutral), Temperaturzahl T = 3+ (unter-montan und ober-kollin), Nährstoffzahl N = 3 (mäßig nährstoffarm bis mäßig nährstoffreich), Kontinentalitätszahl K = 3 (subozeanisch bis subkontinental).

## Nutzung
Die Knollen werden als sogenannte Schweinerüben von Schweinen gern gefressen. Sie können auch für Menschen zubereitet werden wie Kartoffeln oder Spargel. Sie sollen in England beliebt gewesen sein und im Dezember und Januar am besten schmecken.
Ebenso wie beim Wald-Ziest sind auch Blätter, Stängel und Blüten essbar.
Der englische Name der Pflanze 'woundwort' bezieht sich auf die Verwendung zur Behandlung von Wunden.